# دونالد إف. دونكان سينيور
دونالد إف. دونكان سينيور (بالإنجليزية: Donald F. Duncan, Sr.)‏ هو مخترع وشخصية أعمال ومهندس أمريكي، ولد في 6 يونيو 1892 في كانساس سيتي في الولايات المتحدة، وتوفي في 15 مايو 1971 في بالم سبرينغس في الولايات المتحدة بسبب حادث مرور.